# Donja Briska
Donja Briska (en serbe cyrillique : Доња Бриска) est un village du sud du Monténégro, dans la municipalité de Bar.

## Démographie

### Évolution historique de la population
| 1948 | 1953 | 1961 | 1971 | 1981 | 1991 | 2003 |
| ---- | ---- | ---- | ---- | ---- | ---- | ---- |
| 99   | 116  | 109  | 129  | 130  | 90   | 46   |